# Michael Servetus
Michael Servetus (/sərˈviːtəs/; tiếng Tây Ban Nha: Miguel Serveto (tên thật), tiếng Pháp: Michel Servet), còn được gọi là Miguel Servet, Miguel de Villanueva, Michel Servet, Revés hoặc Michel de Villeneuve (sinh tại Tudela, Navarre, 29 tháng 9 năm 1509 hoặc 1511   - 27 tháng 10 năm 1553), là một nhà thần học, bác sĩ, người vẽ bản đồ và nhà nhân văn thời Phục hưng Tây Ban Nha. Ông là người châu Âu đầu tiên mô tả chính xác chức năng của tuần hoàn phổi trong tác phẩm Christianismi Restitutio (1553). Ông là một người đa tài trong nhiều ngành khoa học: toán học, thiên văn học và khí tượng học, địa lý, giải phẫu người, y học và dược học, cũng như luật học, dịch thuật, thơ ca và nghiên cứu học thuật về Kinh Thánh bằng ngôn ngữ gốc của nó.
Ông nổi tiếng trong lịch sử của một số lĩnh vực này, đặc biệt là y học. Ông tham gia vào cuộc Cải cách Tin lành, và sau đó bác bỏ học thuyết Ba Ngôi và Kitô giáo Công giáo chính thống. Sau khi bị chính quyền Công giáo ở Pháp lên án, ông trốn sang Calvinist Geneva, tại đây ông bị thiêu cháy vì tội dị giáo theo lệnh của hội đồng quản trị của thành phố.

## Cuộc đời

### Tuổi thơ và giáo dục ban đầu

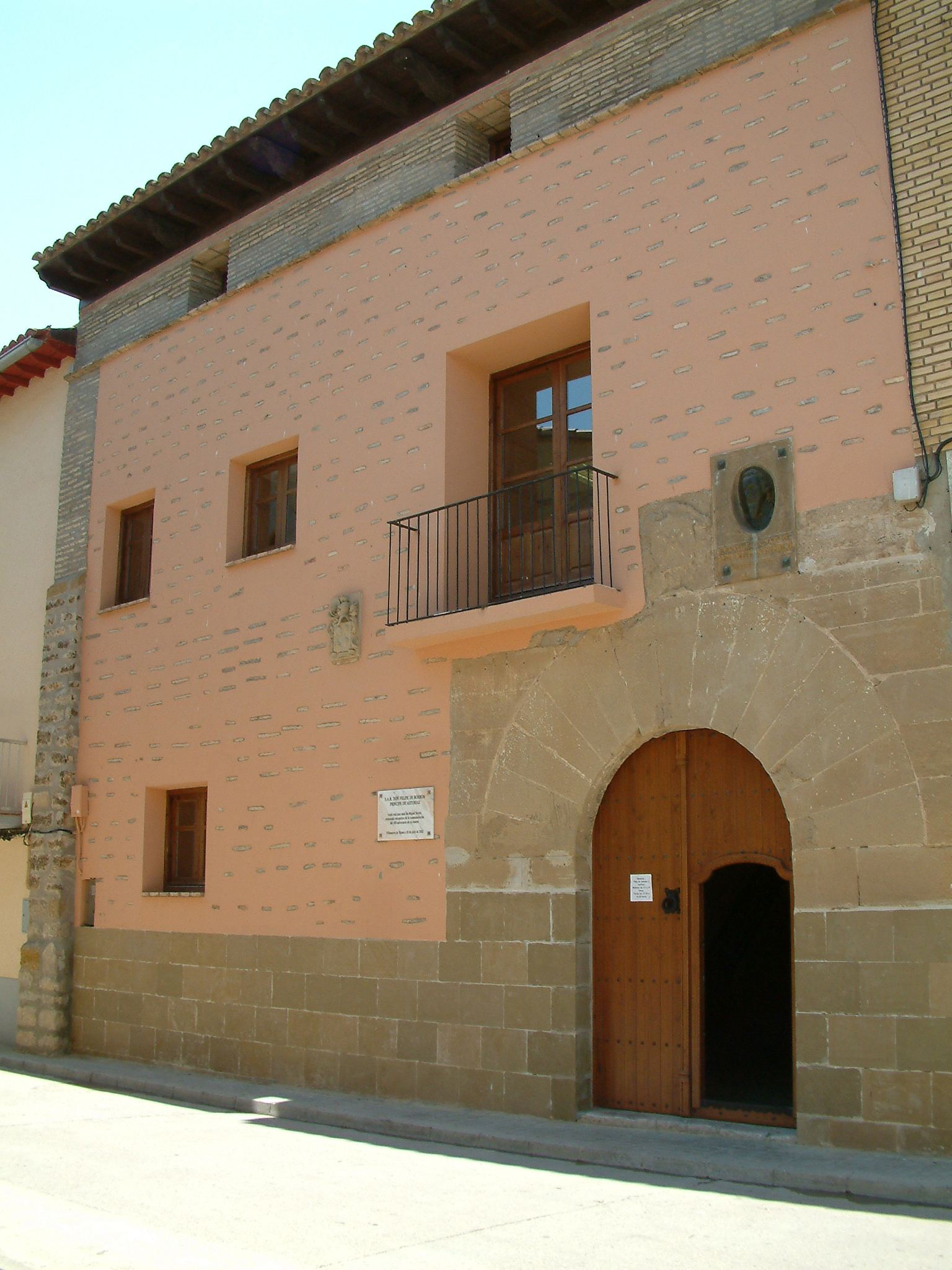
Trụ sở của Viện Michael Servetus và một trung tâm nghiên cứu về cuộc sống và các tác phẩm của Servetus tại Villanueva de Sigena

Trong một thời gian dài, người ta cho rằng Servetus có thể được sinh ra  vào năm 1511 tại Villanueva de Sigena ở Vương quốc Aragon, Tây Ban Nha ngày nay. Ngày 29 tháng 9 đã được coi cho ngày sinh của ông, do thực tế rằng ngày 29 tháng 9 là ngày của Thánh Michael theo lịch của các vị thánh Công giáo, nhưng không có dữ liệu nào ủng hộ cho tuyên bố này. Một số nguồn đưa ra ngày sinh khác sớm hơn dựa trên tuyên bố của riêng Servetus về việc sinh ra vào năm 1509. Tuy nhiên, vào năm 2002, một bài báo được xuất bản bởi Francisco Javier González Echeverría và María Teresa Ancín đã chứng minh rằng ông được sinh ra ở Tudela, Vương quốc Navarre. Người ta cũng cho rằng tên thật của ông là De Villanueva theo các lá thư nhập tịch Pháp (Chamber des Comptes, Royal Chancellocate and Paruity of Grenoble) và giấy đăng ký theo học tại Đại học Paris.
Tổ tiên của cha ông đến từ thôn Serveto, thuộc vùng Aragonese Pyrenees. Cha ông là một công chứng viên của tổ tiên Kitô giáo từ giới quý tộc thấp hơn (infanzón), làm việc tại Tu viện Santa Maria de Sigena gần đó. Servetus có hai anh em: Juan là một linh mục Công giáo, và một người khác là Pedro, công chứng viên. Mặc dù Servetus tuyên bố trong phiên tòa tại Geneva rằng cha mẹ của ông là "Kitô hữu của chủng tộc cổ đại", và ông không bao giờ có bất kỳ liên lạc nào với người Do Thái, dòng dõi mẹ của ông thực sự có nguồn gốc từ người Zaportas (hay aportas), một gia đình giàu có và có tiếng trong xã hội từ vùng Barbastro và Monzón ở Aragon. Điều này đã được chứng minh bằng một tài liệu công chứng được xuất bản năm 1999.
Gia đình của Servetus đã sử dụng một biệt danh "Revés", theo một truyền thống cũ ở vùng nông thôn Tây Ban Nha về việc sử dụng tên thay thế cho các gia đình qua các thế hệ. Nguồn gốc của biệt danh Revés có thể là một thành viên của một gia đình (có lẽ là người nổi tiếng) sống ở Villanueva với họ Revés đã thiết lập mối quan hệ huyết thống với gia đình Serveto, do đó đã hợp nhất cả hai họ cho các thế hệ tiếp theo.

### Giáo dục
Servetus đã tham dự Grammar Studium tại Sariñena, Aragón, gần Villanueva de Sijena, dưới thời thầy hiệu trưởng Domingo Manobel cho đến năm 1520. Từ khóa 1520/1521 đến 1522/1523, Michael Servetus là sinh viên của khoa Nghệ thuật tự do tại Đại học Zaragoza nguyên thủy, một Đại học Nghệ thuật Studium. Trường này có hiệu trưởng là Tổng Giám mục Saragossa, Thầy giáo ("Thị trưởng Maestro") và bốn "Bậc thầy nghệ thuật", giống như các giáo sư nghệ thuật trong Khoa nghệ thuật của các trường đại học nguyên thủy khác. Servetus theo học High Master Gaspar Lax, và các bậc thầy Exerich, Ansias và Miranda, và trong những năm đó, trung tâm giáo dục này đã bị ảnh hưởng đáng kể bởi ý tưởng của Erasmus. Ansias và Miranda sớm qua đời, và hai giáo sư mới được bổ nhiệm: Juan Lorenzo Carnicer và Villalpando. Năm 1523, ông có bằng cử nhân và năm sau là thạc sĩ. Từ khóa 1525/1526 trở đi, Servetus đã trở thành một trong bốn Bậc thầy của nghệ thuật tại Studium, và vì lý do không rõ, ông đã đến Salamanca vào tháng 2 năm 1527. Nhưng vào ngày 28 tháng 3 năm 1527, cũng vì lý do không rõ, thạc sĩ Michael Servetus đã cãi nhau với High Master (và cũng là người chú) Gaspard Lax, và đây có lẽ là nguyên nhân khiến ông bị trục xuất khỏi Studium và bị trục xuất khỏi Tây Ban Nha để tới Studium Toulouse, với mục đích cố gắng tránh ảnh hưởng mạnh mẽ của Gaspar Lax trong bất kỳ Studium Tây Ban Nha nào.
Gần 1527 Servetus theo học tại Đại học Toulouse, khoa luật. Servetus có thể đã có quyền truy cập vào các sách tôn giáo bị cấm, một số trong số chúng có thể là Tin lành, khi ông đang học tại thành phố này.

### Sự nghiệp
Quintana trở thành cha giải tội của Charles V vào năm 1530, và Servetus đã tham gia cùng ông trong công việc hoàng gia với tư cách là thư ký của ông. Servetus đã đi qua Ý và Đức, và tham dự lễ đăng quang của Charles với tư cách là Hoàng đế La Mã thần thánh ở Bologna. Ông đã bị xúc phạm bởi sự hào hoa và xa xỉ của Giáo hoàng và cấp trên của ông, và quyết định đi theo con đường cải cách. Người ta không biết khi nào Servetus rời khỏi công việc hoàng gia, nhưng vào tháng 10 năm 1530, ông đã đến thăm Julian Oecolampadius ở Basel, ở đó khoảng mười tháng và có lẽ đã tự kiếm sống bằng nghề đọc bản thảo cho một nhà in địa phương. Đến lúc này, ông đã truyền bá niềm tin thần học của mình. Vào tháng 5 năm 1531, ông đã gặp Martin Bucer và Wolfgang Fabricius Capito ở Strasbourg.
Hai tháng sau, vào tháng 7 năm 1531, Servetus đã xuất bản tác phẩm De Trinitatis Erroribus (Về lỗi của Chúa Ba Ngôi). Năm sau, ông xuất bản tác phẩm Dialogorum de Trinitate (Đối thoại về Ba Ngôi) và tác phẩm bổ sung De Iustitia Regni Christi (Về Công lý của Chúa Kitô) trong cùng một tập. Sau cuộc đàn áp của Toà án dị giáo, Servetus đã lấy tên là "Michel de Villeneuve" khi ông ở lại Pháp. Ông học tại Collège de Calvi ở Paris năm 1533. Servetus cũng công bố phiên bản đầu tiên của Pháp của tác phẩm Địa lý của Ptolemy. Ông dành riêng phiên bản Ptolemy đầu tiên và ấn bản Kinh thánh của mình cho người bảo trợ Hugues de la Porte. Khi còn ở Lyon, Symphorien Champier, một nhà nhân văn làm nghề y tế, là người bảo trợ của ông. Servetus đã viết một chuyên luận dược lý để bảo vệ Champier chống lại Leonhart Fuchs trong Leonardum Fucsium Apologia (Lời xin lỗi chống lại Leonard Fuchs). Cũng làm việc như một người soát lỗi bản thảo, ông cho xuất bản nhiều cuốn sách nhiều mà xử lý thuốc và dược học, chẳng hạn như Syruporum universia ratio (toàn tập về siro), với cuốn sách này ông đã trở nên nổi tiếng.
Sau một khoảng thời gian, Servetus trở lại Paris để học ngành y vào năm 1536. Tại Paris, các giáo viên của ông bao gồm Sylvius, Fernel và Johann Winter von Andernach, người đã ca ngợi ông với Andrea Vesalius là trợ lý đắc lực nhất của ông trong việc mổ xẻ. Trong những năm này, ông đã viết Bản thảo về Khiếu nại, một bản tóm tắt chưa được công bố về các ý tưởng y tế của mình. Servetus dạy toán và chiêm tinh trong khi ông học ngành y. Ông dự đoán sự che khuất của Sao Hỏa do Mặt Trăng, và điều này cùng với việc giảng dạy của ông đã tạo ra nhiều sự ghen tị giữa các giáo viên y khoa. Các lớp giảng dạy của ông đã bị Trưởng khoa Y, Jean Tagault, đình chỉ, và Servetus đã viết Bài diễn văn xin lỗi của Michel de Villeneuve ủng hộ Chiêm tinh học và chống lại một bác sĩ nào đó để chống lại Tagault. Tagault sau đó đã tranh luận về án tử hình trong bản án của Đại học Paris chống lại Servetus. Ông đã bị buộc tội khi dạy De Divinatione, tác phẩm của Cicero. Cuối cùng, bản án đã được giảm xuống thành việc rút phiên bản này ra khỏi trường học. Do những rủi ro và khó khăn khi học ngành y tại Paris, Servetus quyết định đến Montpellier để hoàn thành việc học y khoa của mình, có lẽ là nhờ giáo viên Sylvius, người cũng đã áp dụng biện pháp giống hệt thời ông còn là một sinh viên. Tại đó, ông trở thành một bác sĩ y khoa vào năm 1539. Sau đó ông chuyển đến sống ở Charlieu. Một bác sĩ do ghen tuông đã phục kích và cố gắng giết Servetus, nhưng Servetus đã tự vệ và làm bị thương một trong những kẻ tấn công trong một cuộc đấu kiếm. Ông đã phải ở tù vài ngày vì sự cố này.